# Boynton contro lo stato della Virginia

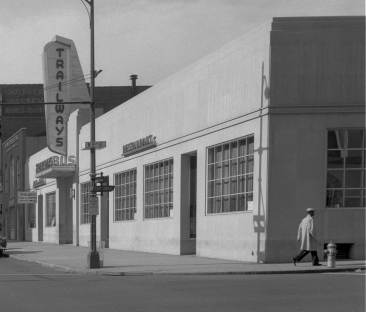
Bruce Boynton fu arrestato alla Trailways Station in East Broad Street a Richmond, Virginia alla fine del 1958 (foto del 1960 della Library of Virginia)

Il caso Boynton contro lo stato della Virginia (codice 364 U.S. 454) fu un caso giudiziario della Corte Suprema statunitense del 1960, inerente tematiche di segregazione razziale, cui prese parte anche Thurgood Marshall.
Fu decretato che la segregazione razziale per i mezzi di trasporto pubblico fosse illegale in quanto violazione dell'Interstate Commerce Act, secondo il quale la discriminazione dei passeggeri era punibile per legge su qualsiasi tragitto interstatale. Inoltre, fu difesa la tesi secondo cui le compagnie di autobus di tutto il Paese dovessero tutte bandire ogni forma di discriminazione razziale.

## Il viaggio di Boynton e l'arresto

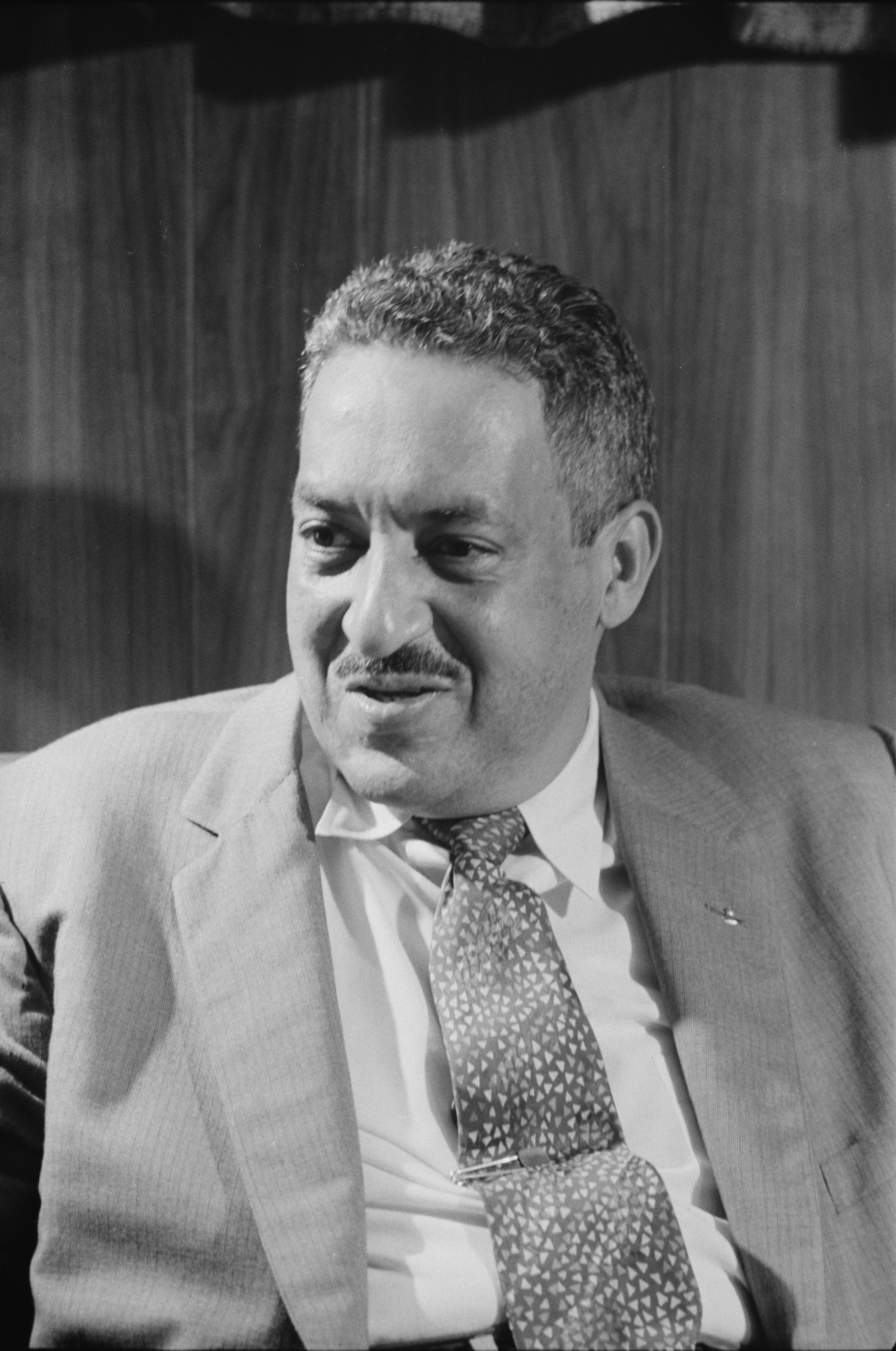
Thurgood Marshall difese Boynton di fronte alla Corte Suprema.

Nell'inverno del 1958 Bruce Boynton era uno studente di legge presso la Howard University School of Law di Washington, D.C. Il ragazzo decise di fare visita alla sua città natale (Selma, in Alabama) viaggiando su un autobus della compagnia Trailways. Durante il tragitto il bus fece tappa a East Broad Street a Richmond, Virginia, per una sosta di quaranta minuti. A differenza di altri passeggeri neri, Boynton si recò nel ristorante "per soli bianchi", dove ordinò un cheeseburger e una tazza di tè. Nel nord del paese non aveva avuto problemi con il razzismo, ma essendo cresciuto a Selma era comunque conscio della segregazione negli stati meridionali, soprattutto nei ristoranti e nei cinema. Non era sua intenzione adirare i dipendenti del locale.
Questi ultimi, infatti, gli ordinarono di spostarsi nella "sezione per soli neri" ma Boynton si rifiutò, ben sapendo che sarebbe stato arrestato, sostenendo di essere un cittadino americano con diritti federali pari ai concittadini bianchi e, pertanto, avente diritto a chiedere un pasto caldo. Poco dopo intervennero le autoritàː Boynton fu ammanettato e arrestato con l'accusa di reato minore, trascorse una notte in prigione e fu multato per 10 $ da una corte municipale di Richmond.

## La sentenza
La corte si pronunciò a favore di Boynton con una sentenza storica per gli Stati Uniti e il movimento per i diritti civili degli afroamericani. Fu, inoltre, uno dei motivi alla base della nascita dei Freedom Riders, un'organizzazione di attivisti (sia bianchi che neri) decisi a viaggiare in lungo e largo per gli USA per sfidare tutte le leggi discriminatorie riguardanti i trasporti. Le numerose proteste e le reazioni violente che spesso conseguivano, portarono l'avvocato Robert F. Kennedy a convocare la Interstate Commerce Commission (ICC) il 29 maggio 1961. Fu aperta un'inchiesta per verificare come mai non si fosse ancora riusciti ad eliminare la segregazione razziale sugli autobus nonostante le sentenze del 1955 Sarah Keys contro Carolina Coach Company e NAACP contro St. Louis-Santa Fe Railway Company.
Il 22 settembre 1961, dopo mesi di indagini, la ICC finalmente modificò il proprio regolamento in ottemperanza alle sentenze sopra menzionate. Il 1º novembre 1961 queste nuove regolamentazioni entrarono in vigore e segnarono una svolta per gli attivisti afroamericani, dato che si pose fine, di fatto, alle leggi Jim Crow nei trasporti pubblici.

### Approfondimenti
- Barnes, Catherine A. Journey from Jim Crow: The Desegregation of Southern Transit, Columbia University Press, 1983.
- Arsenault, Raymond. Freedom Riders: 1961 and the Struggle for Racial Justice, Oxford University Press, 2006.